# 1032-es busz
Az 1032-es jelzésű autóbusz Budapest, Stadion autóbusz-pályaudvar és Dorogháza, illetve Budapest és Nemti között közlekedett, kizárólag a hetek első tanítási napját megelőző munkaszüneti napokon. A viszonylatot a Volánbusz üzemeltette.
A 2022. június 16-ai menetrendváltással a Volánbusz megszüntette az autóbuszvonalat, az utolsó járatok 2022. június 12-én közlekedtek.

## Megállóhelyei
| 0   | Budapest, Stadion autóbusz-pályaudvar végállomás | 125 | 1, 1M 75, 77, 80 95, 130, 195 396, 397, 398, 399, 400, 402, 410, 412, 414, 422, 424, 430, 432, 434, 435, 436, 437, 438, 439, 440, 441, 442, 485, 486 1020, 1021, 1024, 1031, 1034, 1037, 1039, 1040, 1044, 1045, 1046, 1049, 1050, 1051, 1052, 1053, 1054, 1060, 1063, 1067, 1068, 1069, 1070, 1075, 1076, 1077, 1078 |
| 8   | Budapest, Kacsóh Pongrác út                      | 117 | 1, 1M, 3, 69 74, 74A, 82 25, 32, 225 396, 397, 398, 399, 402, 403, 412, 414, 422, 424, 432, 434, 435, 436, 437, 438, 439, 442 1020, 1021, 1024, 1031, 1034, 1037, 1039, 1040, 1044, 1045, 1046, 1049, 1050, 1051, 1052, 1053, 1054, 1063, 1067, 1068, 1069, 1076                                                      |
| 66  | Jobbágyi, galgagutai elágazás                    | 53  | 1020, 1021, 1024, 1307 3060, 3061, 3062, 3210, 3214, 3216, 3218, 3220, 3224 |
| 69  | Szurdokpüspöki, Szabadság tér                    | 50  | 1021, 1301, 1305, 1307 3060, 3061, 3062, 3218, 3220, 3224 |
| 71  | Szurdokpüspöki, óvoda                            | 48  | 1021, 1301, 1305 3060, 3061, 3062, 3218, 3220, 3224 |
| 72  | Szurdokpüspöki, Szabadság út 169.                | 47  | 1021, 1301, 1305, 1307 3060, 3061, 3062, 3218, 3220, 3224 |
| 77  | Pásztó, Muzslai bejárati út                      | 42  | 1305 3060, 3061, 3062, 3218, 3220, 3224 |
| 79  | Pásztó, Csillag tér                              | 40  | 1021, 1301, 1305, 1307 3060, 3061, 3062, 3064, 3210, 3214, 3216, 3218, 3220, 3224 |
| 81  | Pásztó, Fő út 73. (OTP)                          | 39  | 1021, 1024, 1301, 1305, 1307 3060, 3061, 3062, 3064 |
| 85  | Tar, községháza                                  | 32  | 1021, 1301, 1305, 1307 3060, 3061, 3062, 3064 |
| 86  | Tar, vasútállomás                                | 31  | 1021, 1301, 1305, 1307 3060, 3061, 3064 |
| 90  | Mátraverebély, eszpresszó                        | 27  | 1020, 1021, 1031, 1034, 1301, 1305, 1307 3060, 3061, 3062, 3064 |
| 96  | Bátonyterenye (Nagybátony), Ózdi út 10.          | 23  | 2, 3, 3A, 3C 1031, 1034, 1301, 1305, 1307, 1349, 1351, 1354 3060, 3061, 3062 |
| 98  | Bátonyterenye (Nagybátony), bányaváros           | 17  | 2, 3, 3A 1031, 1034, 1301, 1305, 1307, 1349, 1351, 1354 3060, 3061 |
| 100 | Bátonyterenye (Maconka), újtelep                 | 15  | 2, 3, 3A 1307, 1349, 1351, 1354 3061 |
| 104 | Nemti, Ilonabánya                                | 11  | 1349, 1351, 1354, 1384 |
| 105 | Nemti, vegyesbolt vonalközi érkező végállomás    | 9   | 1349, 1351, 1354, 1384 |
| ∫   | Nemti, Kossuth út                                | 7   | 1351, 1354, 1384 |
| ∫   | Szuhai elágazás                                  | 6   | |
| ∫   | Dorogháza, újtelepi elágazás                     | 5   | |
| ∫   | Dorogháza, iskola                                | 4   | |
| ∫   | Dorogháza, Hősök tere                            | 2   | |
| ∫   | Dorogháza, Tóvölgy út induló végállomás          | 0   | |